# Stråle (optik)

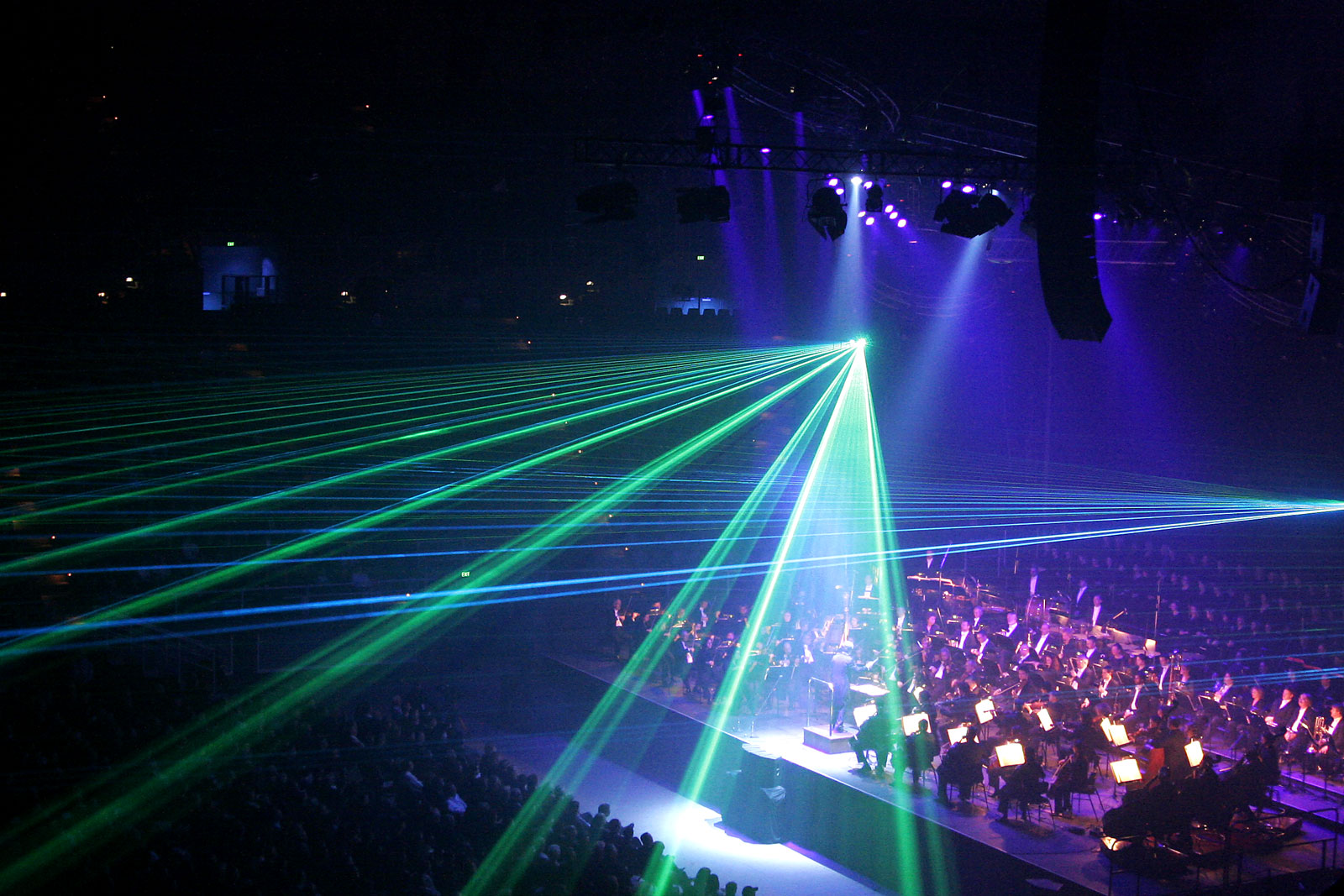
Laserstrålar

Diffus reflektion av ljusstrålar

Inom optiken är en stråle en idealiserad modell av ljuset som används för att analysera ljusets väg genom ett optiskt system. Denna typ av modellering ligger till grund för geometrisk optik, som också kallas strålgångsoptik. Strålen utgörs av en linje som är vinkelrätt mot ljusets vågfront och som pekar i energiflödets riktning. Genom att modellera det totala ljusfältet som enskilda strålar kan komplicerade optiska system analyseras matematiskt eller simuleras med datormodeller på ett hanterbart sätt. Detta sätt att modellera ljuset använder approximativa lösningar till Maxwells ekvationer som är giltiga så länge som ljuset utbreder sig genom och runt föremål av en dimension som är betydligt större än ljusets våglängd. Strålgångsoptik beskriver därför inte fenomen som interferens eller diffraktion, som måste analyseras med vågteori där man även tar hänsyn till sådant som fasförhållandet mellan ljusstrålar.